# Edward MacDowell
Edward Alexander MacDowell (New York, 18 december 1860 – Peterborough (New Hampshire), 23 januari 1908) was een Amerikaans componist en pianist.

## Levensloop
Juan Buitrago, een Colombiaans violist die in die tijd bij het gezin MacDowell woonde gaf Edward zijn eerste pianolessen. Later kreeg hij les van Teresa Carreño, een Venezolaans pianiste. Het gezin verhuisde naar Parijs en in 1877 werd hij toegelaten tot het Conservatoire de Paris, waar Claude Debussy en Gabriel Pierné tot zijn studiegenoten behoorden. Daarna nam hij nog les bij Karl Heymann (piano) en Joachim Raff (compositie) aan Dr. Hoch’s Konservatorium in Frankfurt.
MacDowell werkte tot 1889 in verschillende Duitse steden als muziekleraar en pianodocent. In de herfst van 1888 keerde hij terug naar de Verenigde Staten omdat hij het financieel niet meer kon trekken, waarschijnlijk door te veel concurrentie in Europa. In de VS kreeg hij al snel bekendheid als pianist en als componist. Hij voerde zijn twee pianoconcerten met groot succes geregeld uit. In 1896 werd MacDowell benoemd tot hoogleraar muziek aan de Columbia University. Hij werd de eerste muziekprofessor uit de geschiedenis van de universiteit en bekleedde de leerstoel tot 1904. Naast componeren en lesgeven op de universiteit was hij een begenadigd pianopedagoog.
MacDowell leed gedurende zijn gehele leven aan een vorm van depressie. In 1904 overkwam hem een zwaar ongeluk. Hij werd overreden door een rijtuig. De laatste vier jaren van zijn leven zat hij "dag in dag uit stil in een stoel bij een raam, glimlachte af en toe geduldig naar degenen om hem heen, sloeg de bladzijden om van een boek met sprookjes die hem een absoluut plezier leken te geven, en begroette met een vluchtige glans van herkenning sommige intieme vrienden", volgens zijn tijdgenoot Lawrence Gilman. Hij werd tot het eind van zijn leven verzorgd door zijn vrouw Marian. Vrienden zamelden geld in om het echtpaar bij te staan. Op het laatst had hij het verstandelijk vermogen van een kind. Een triest einde voor een man die eens een beroemd pianovirtuoos was, Liszt ontmoet had en een studiegenoot van Debussy was. MacDowell overleed in 1908 op 47-jarige leeftijd.

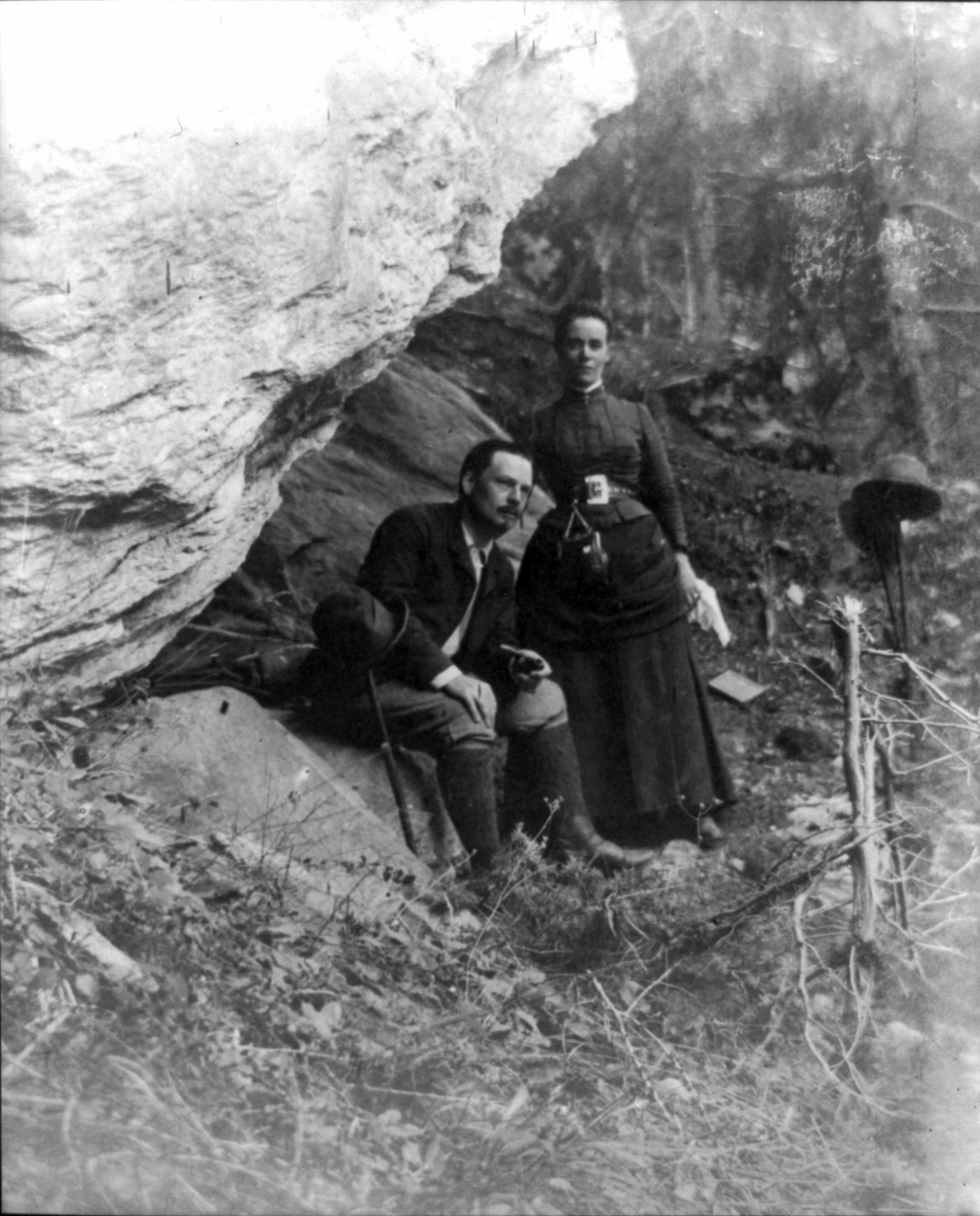
Edward en Marian MacDowell tijdens een wandeling in Zwitserland in 1886

Hij ontving gedurende zijn korte leven verschillende prijzen en onderscheidingen. Samen met zijn vrouw stichtte MacDowell een soort van studiehuis voor beginnende musici in de buurt van hun zomerhuis in Peterborough (New Hampshire). Deze MacDowell Colony werd na de dood van Edward door Marian nog 25 jaar lang geleid en gaf jonge musici als Leonard Bernstein, Aaron Copland, Edgar Varèse, Elliott Carter, Roger Sessions en William Schuman de gelegenheid hun talenten te ontplooien.
Edward MacDowell is de enige componist van Amerikaanse bodem voor Gershwin en Ives wiens muziek volgens critici niet onderdoet voor collegae van Europese bodem. Op enkele kleinere werken voor piano na wordt van zijn verdere oeuvre niets meer uitgevoerd. Zijn muziek past in het idioom van de 19e-eeuwse Duitse traditie en is erg romantisch met veel invloed van Grieg, Liszt en Chopin. Alhoewel MacDowell zijn inspiratie haalde uit de velden, meren en bossen van Amerika waar hij zo veel van hield, zijn er geen inheemse Amerikaanse ritmes en melodieën in zijn muziek te vinden. De muziek had net zo goed door een hoogbegaafde Duitse componist gecomponeerd kunnen zijn. 

## Werken
Van de twee pianoconcerten die MacDowell geschreven heeft, is het eerste opgedragen aan Liszt, maar het is zijn tweede concert dat de tand des tijds doorstaan heeft. Het is het eerste belangrijke pianoconcert van Amerikaanse bodem. De wereldpremière vond plaats in New York op 5 maart 1889 in de Chickering Hall door het New York Philharmonic onder leiding van de in Duitsland geboren dirigent Theodore Thomas met de componist aan de piano. Het was vanaf het begin een enorm succes. Toen MacDowell het in 1894 speelde in (opnieuw) New York werd de zaal bijna afgebroken door het enthousiaste publiek. Vergeleken met dit tweede concert wordt het eerste pianoconcert als een matig stuk beschouwd. MacDowell schreef het op 24-jarige leeftijd in tijdsbestek van twee weken. 
Hoewel er veel invloed van Grieg in zit, was Liszt er toch enthousiast over toen MacDowell het hem voorspeelde, samen met Eugen d'Albert voor hem voorspeelde. Misschien deed het Liszt denken aan het pianoconcert van Grieg waar hij altijd zeer verrukt van was geweest. Het wordt in tegenstelling tot het tweede vrijwel nooit meer gespeeld. Het tweede pianoconcert wordt tegenwoordig nog steeds regelmatig uitgevoerd en er zijn meer dan 20 uitvoeringen op lp en cd vastgelegd. 
Verder is MacDowell vooral bekend geworden door zijn suites voor piano: Woodland Sketches, Sea Pieces en New England Idyls. Naast zijn eigen composities, waaronder twee pianoconcerten, twee orkestrale suites, vier symfonische gedichten, vier pianosonates, suites voor piano en een aanzienlijk aantal liederen heeft MacDowell ook tientallen transcripties voor piano van achttiende-eeuwse stukken (gecomponeerd in de tijd vóór de fortepiano) geschreven. MacDowell gaf ook 13 pianowerken uit onder het pseudoniem Edgar Thorn.

## Publicaties
- Lawrence Gilman, Edward MacDowell: A Study (New York, 1909)
- W. J. Baltzell (editor), Critical and Historical Essays: Lectures Delivered at Columbia University by Edward MacDowell (Boston, 1912)
- Oscar Sonneck, Catalogue of First Editions of Edward MacDowell (Library of Congress, 1917)
- John F. Porte, Edward Macdowell: A Great American Tone Poet, His Life and Music (New York, 1922)